# Kutterfisch

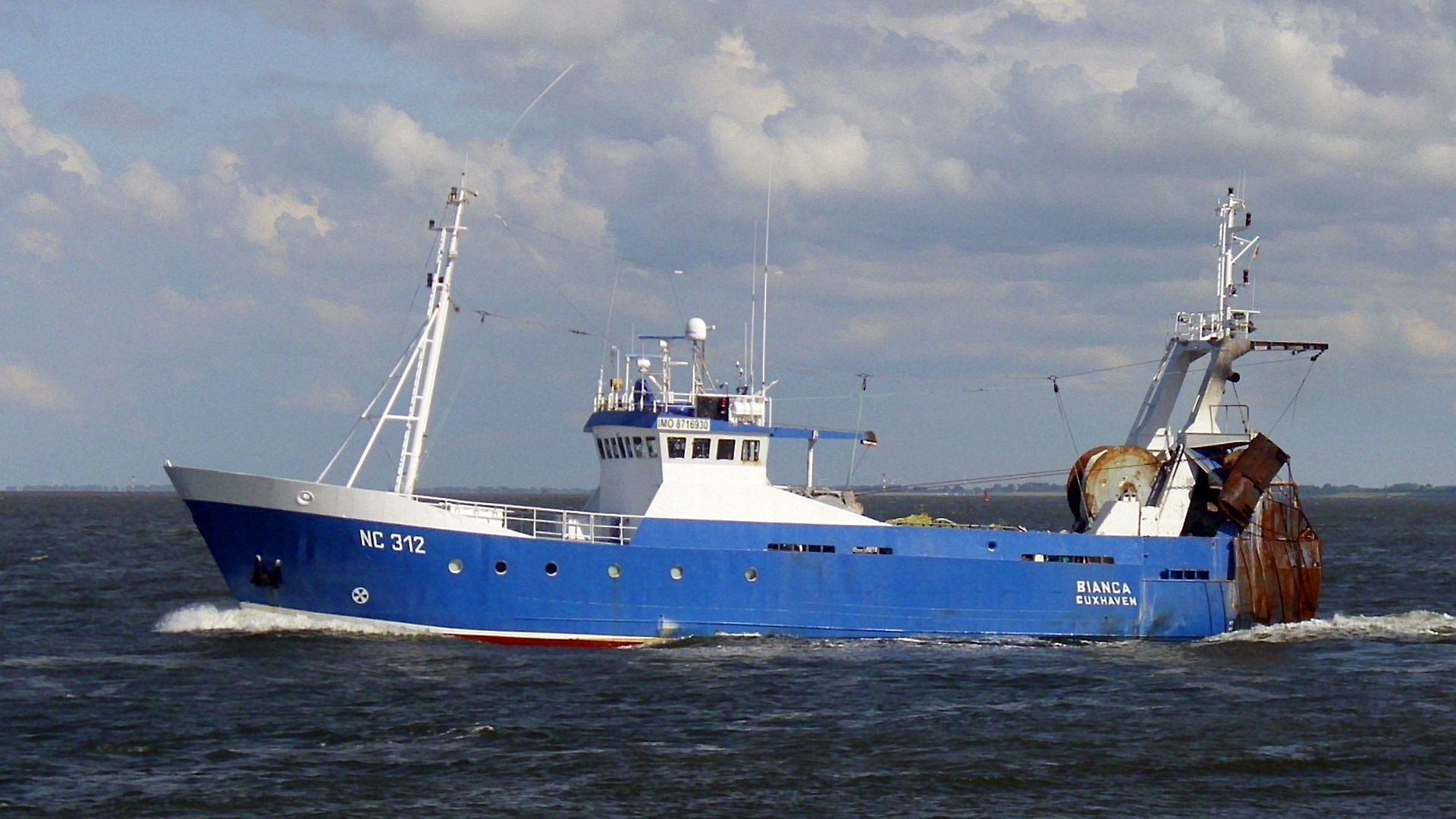
Bianca (NC 312)

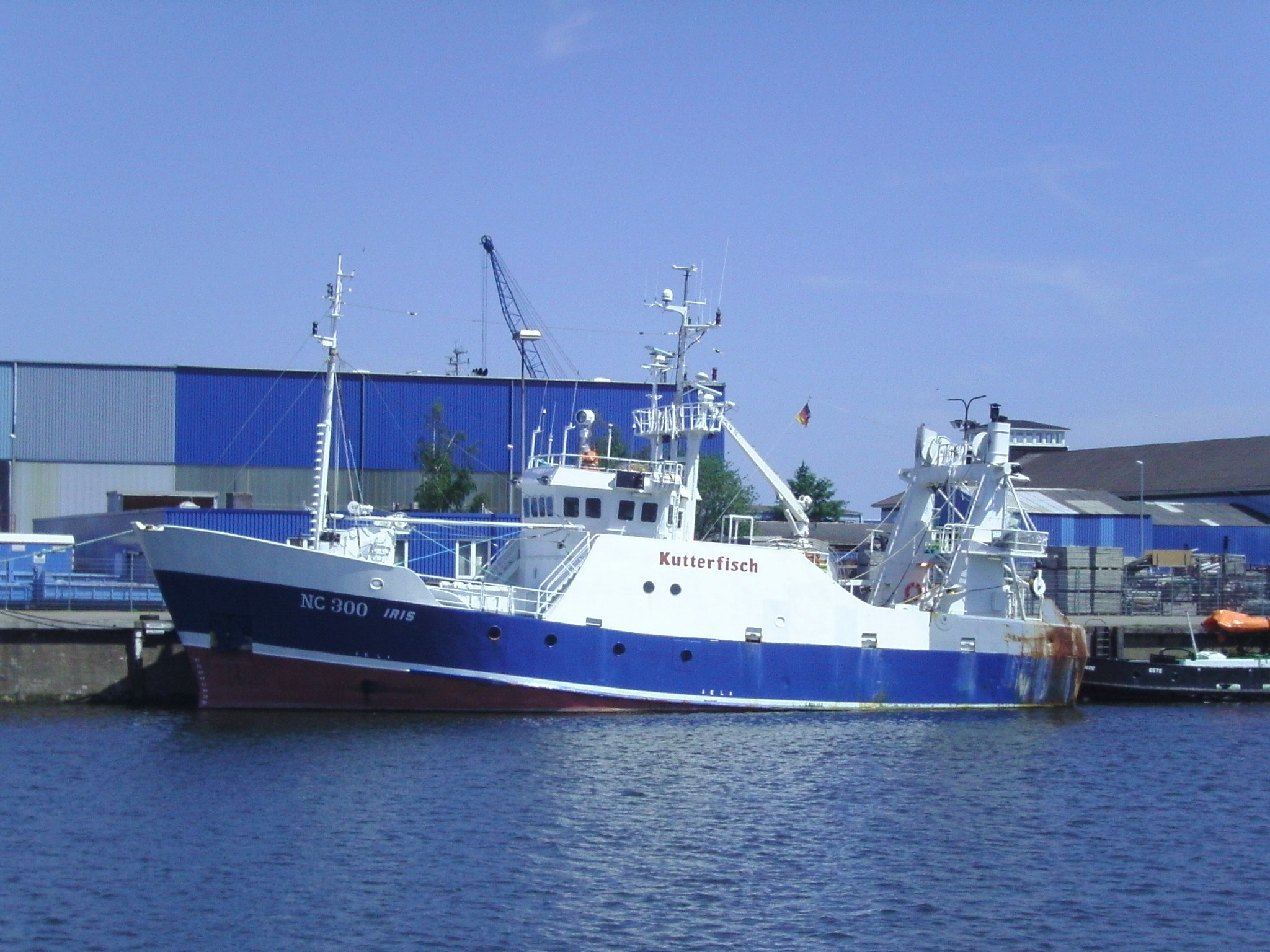
Iris (NC 300)

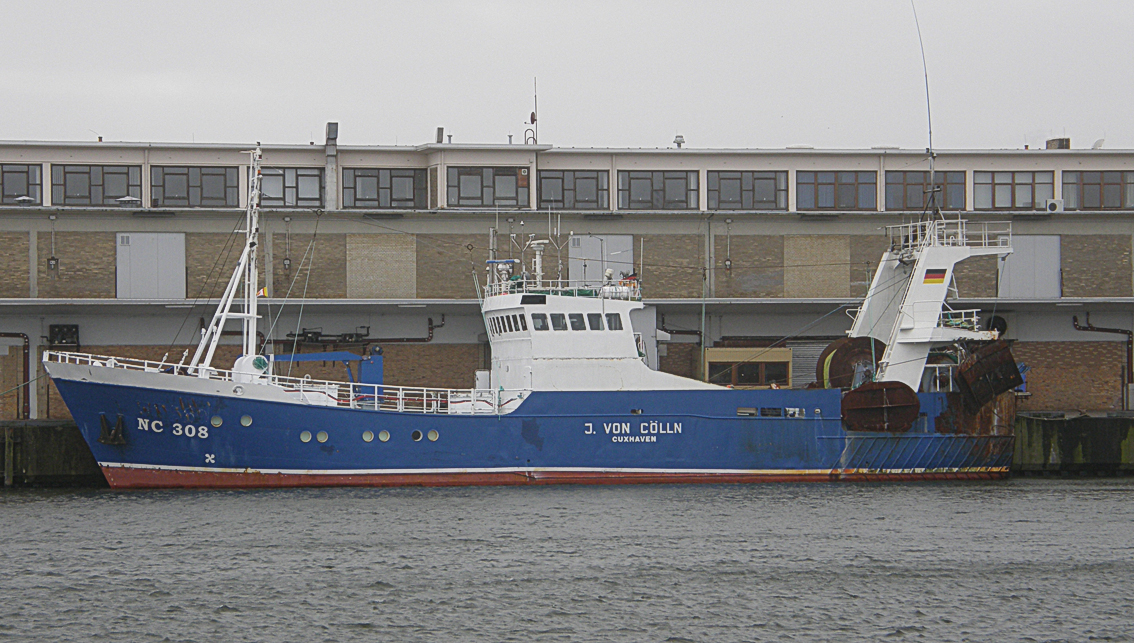
J. von Cölln (NC 308)

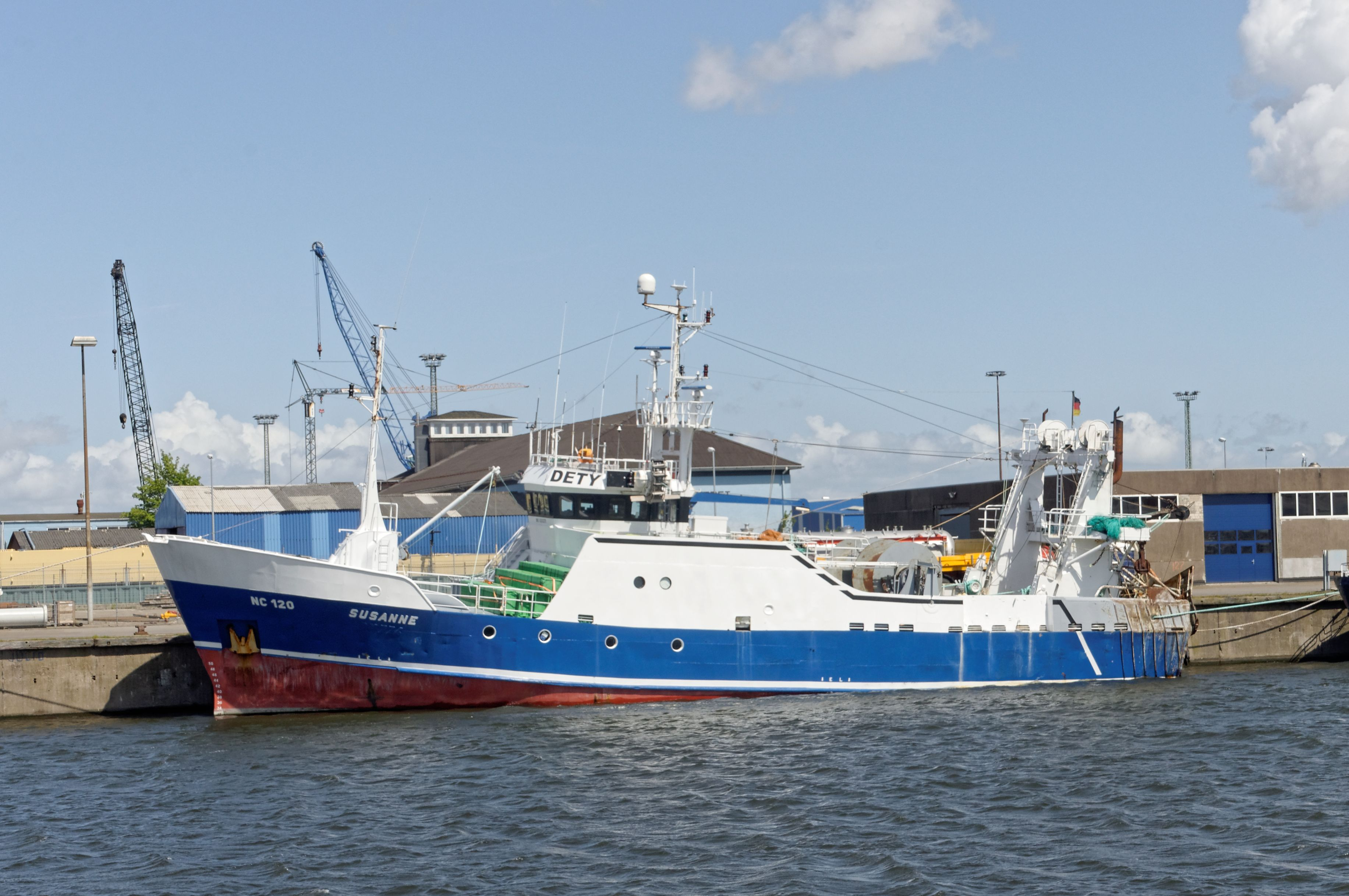
Susanne (NC 120)

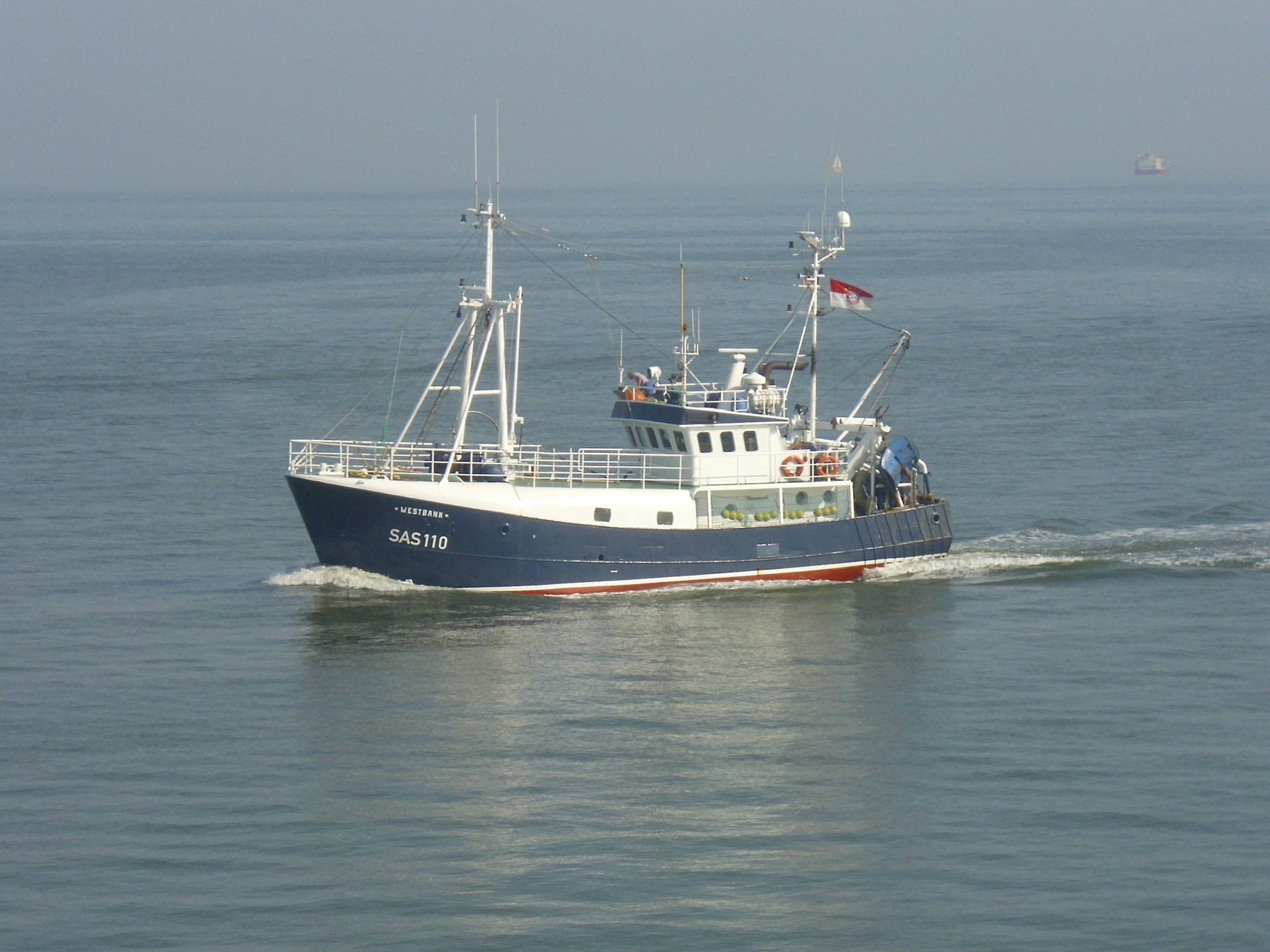
Westbank (SAS 110)

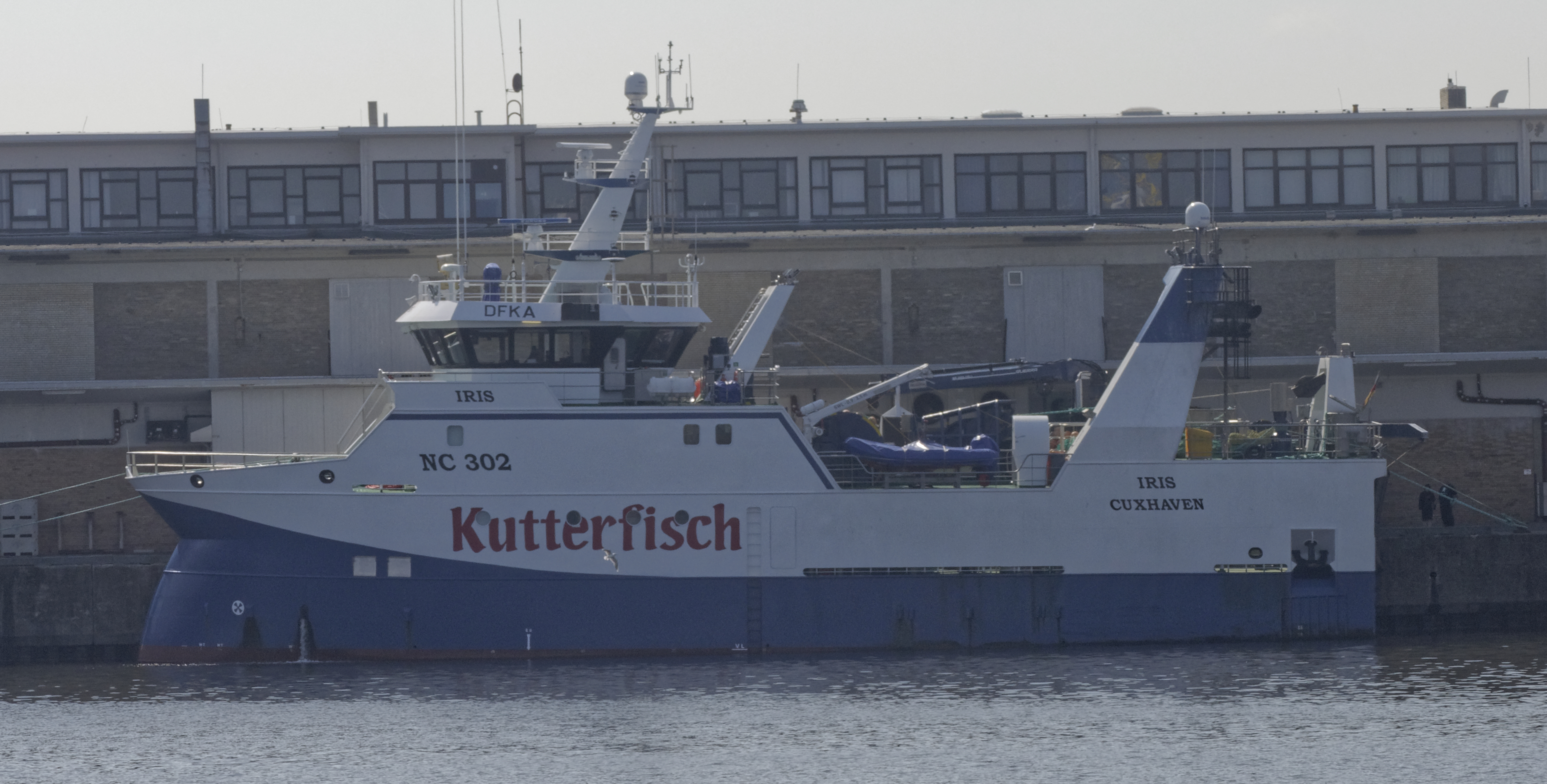
Die neue Iris (NC 302)

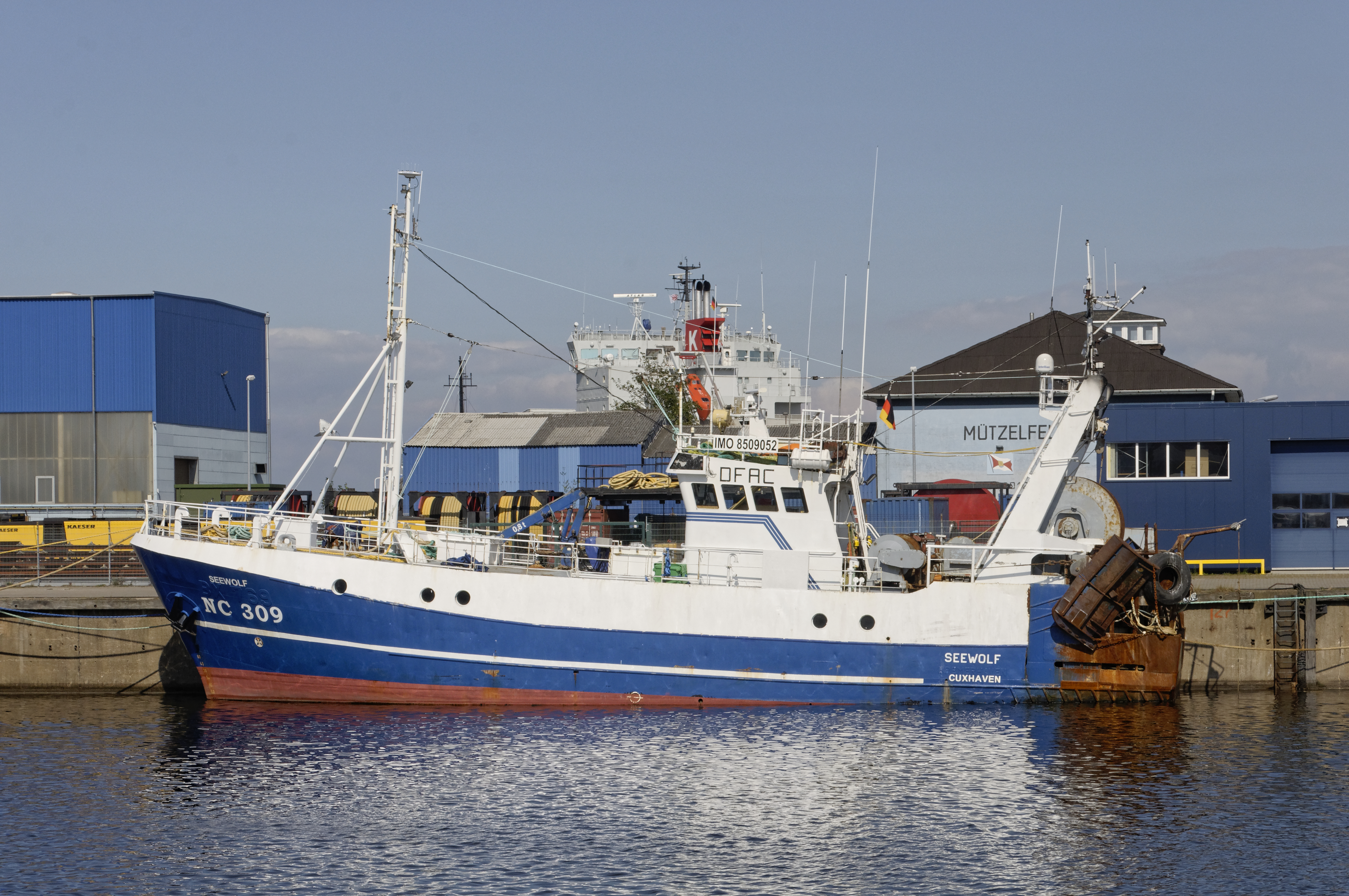
Seewolf (NC 309)

Kutterfisch ist ein 1964 gegründetes Fischfang-, Fischverarbeitungs- und Fischvermarktungsunternehmen mit Sitz in Cuxhaven und Zweigbetrieb in Sassnitz. Kutterfisch betreibt Kleine Hochseefischerei.

## Gründung und Geschichte
Gegründet wurde das Unternehmen am 8. Dezember 1964 als genossenschaftlicher Verarbeitungsbetrieb der Erzeugergemeinschaft Nordsee eG und hieß zunächst Kutterfisch – Verwertung Finkenwerder – Lübecker Bucht GmbH. Ziel der Gründung war es, durch gemeinsamen Einkauf und gemeinsame Vermarktung das Absatzrisiko der einzelnen Fischer in der Kleinen Hochseefischerei zu reduzieren. Kutterfisch nahm den Fischern die angelandeten Fänge ab, die bei den Fischauktionen nicht zu einem Mindestpreis vom Großhandel aufgekauft wurden.
Im Laufe der Jahre wechselten mehrfach die Gesellschafter und 1986 der Name des Unternehmens: Im Dezember 1966 traten die Kutterfisch eGmbH Cuxhaven und die Fischergenossenschaft Schlutup bei, im August 1978 übernahm die Fischergenossenschaft Maasholm die Anteile der Kutterfisch eGmbH Cuxhaven und 1973 wurden die Fischverwertung Kieler Förde eG sowie die Fischergenossenschaft Fehmarn Gesellschafter von Kutterfisch. Die nächsten Änderungen wurden ab 1986 vorgenommen: Im Januar des Jahres trat die Kutterfisch Cuxhaven eG wieder ein, im Februar änderte das Unternehmen seinen Namen in Kutterfisch Cuxhaven eG. Mit dem Austritt der Ostseegemeinschaften Maasholm, Kiel, Heiligenhafen, Fehmarn und Travemünde verlegte Kutterfisch den Unternehmenssitz nach Cuxhaven. Im Januar 1993 verschmolzen nach Eintritt der Bremerhavener Kutterfischer eG die drei Genossenschaften zur Erzeugergemeinschaft Nordsee eG. Kutterfisch ist eine 100%ige-Tochter dieser Erzeugergemeinschaft.

## Struktur und Betrieb von Kutterfisch
Das Unternehmen gliedert sich in die Kutterfisch-Zentrale GmbH mit Sitz in Cuxhaven und den Tochtergesellschaften Salz- und Trockenfisch GmbH, die Kutter- und Küstenfisch Rügen in Sassnitz sowie die 1992 gegründete Ausrüsterfirma Cux-Trawl in Cuxhaven. 1998 begann Kutterfisch, eine eigene Fischfangflotte aufzubauen; Stand 2020 bestand die Flotte aus zehn Großkuttern für die Kleine Hochseefischerei, die alle unter deutscher Flagge fahren und in Cuxhaven sowie Sassnitz ihre Heimathäfen haben.
Die Fangebiete der Nordseekutter reichen in der mittleren Nordsee von Südnorwegen über die Färöer-Inseln bis Island, die der Sassnitzer Kutter liegen in der gesamten Ostsee. Die Dauer einer Fangreise in der Nordsee liegt bei sechs bis acht Tagen, in der Ostsee bei ein bis zwei Tagen, jeder Kutter fährt 35 bis 40 Mal pro Jahr zum Fang aus. Gefangen werden in der Nordsee vor allem Schollen, Seelachs und Sprotten, in der Ostsee Dorsche, Hering und ebenfalls Sprotten. Die Gesamtfangmenge betrug 2016 rund 14.200 Tonnen und 2017 rund 14.900 Tonnen Fisch.
Die Anlandung der Fänge erfolgt in der Nordsee im dänischen Hanstholm mit Weitertransport nach Cuxhaven oder direkt in Cuxhaven zur Weiterverarbeitung. In der Ostsee erfolgt die Anlandung bei der Tochterfirma Kutter- und Küstenfisch in Sassnitz. Dort wird der Fang in firmeneigene Lastwagen verladen und an Verarbeitungsbetriebe, Kunden oder Auktionsplätze ausgeliefert. In Cuxhaven betreibt Kutterfisch einen der größten Verarbeitungsbetriebe für Frischfisch in Deutschland. Dort werden pro Jahr ca. 4500 Tonnen Fisch filetiert. Etwa 40 Prozent der Fänge vermarktet Kutterfisch selbst in den firmeneigenen Verkaufsstellen in Cuxhaven und Sassnitz, rund 60 Prozent gehen an den Großhandel.
Zur Mitarbeiterzahl macht das Unternehmen unterschiedliche Angaben: Für 2016 und 2017 nennt es 95 Mitarbeiter, davon 55 an Bord der Kutter, die einen Umsatz von 32 bzw. 34 Millionen Euro erwirtschafteten, gleichzeitig wurde die Anzahl von 250 Mitarbeitern genannt, die rund 80 Millionen Euro Umsatz erzielten.

## Nachhaltigkeit
Die Aspekte Überfischung, Nachhaltigkeit in der Fischerei und Umweltschutz auf dem Meer sind für das Unternehmen von großer Bedeutung. Hintergrund ist auch das Verbraucherverhalten, durch das nicht zertifizierte Fänge kaum mehr auf dem deutschen Markt absetzbar sind. Daher hat Kutterfisch 2008 den Weg vom Fang über Verarbeitung bis zum Verkauf dokumentieren sowie kontrollierbar nachvollziehbar überprüfen lassen, und erhielt vom Marine Stewardship Council das MSC-Siegel für Seelachs 2008 und für Hering 2015. Darüber hinaus ist Kutterfisch 2017 mit dem Bio-Siegel Naturland zertifiziert worden.
Als weiteren Schritt unterstützt Kutterfisch als Unternehmen das Projekt „Stopp Discard“, bei der Beifänge nicht mehr über Bord geworfen werden, da die Fische meist schon tot sind. Beifänge sollen grundsätzlich deutlich reduziert werden. Kutterfisch erreicht dies durch größere Maschenweiten, die über die gesetzlichen Vorgaben hinausgehen. Gleichzeitig hat das Unternehmen die Hälfte der Kutter mit Kameras ausgerüstet, um den Beifang bzw. dessen Entsorgung zu dokumentieren und fordert ein Verbot illegaler sowie undokumentierter Fischerei.

## Schiffe der Kutterfisch-Reederei

### Bis Mai 2020 aktive Schiffe
| Name                       | Baujahr | Bauwerft                         | Länge / Breite | Vermessung | Anmerkungen |
| -------------------------- | ------- | -------------------------------- | -------------- | ---------- | --- |
| Antares (SAS 211)          | 1985    | Lübbe Voss, Westerende-Kirchloog | 20,54 / 6,20   | 132 BRZ    | 2018 in Fahrt bei Kutterfisch. |
| Christin-Bettina (SAS 111) | 1983    | Lübbe Voss, Westerende-Kirchloog | 25,05 / 6,25   | 152 BRZ    | 2018 in Fahrt bei Kutterfisch. |
| Seewolf (NC 309)           | 1985    | Siegholdwerft, Bremerhaven       | 30,34 / 7,80   | 261 BRZ    | 2018 in Fahrt bei Kutterfisch. |
| J. von Cölln (NC 308)      | 1987    | Sietas, Hamburg                  | 40,26 / 8,48   | 459        | 2002 bei Bredo in Bremerhaven verlängert. 2018 in Fahrt bei Kutterfisch, soll 2019[veraltet] durch einen Neubau ersetzt und verkauft werden. |
| Westbank (SAS 110)         | 1990    | Lübbe Voss, Westerende-Kirchloog | 19,40 / 6,30   | 107 BRZ    | 2002 bei Bredo in Bremerhaven verlängert. 2018 in Fahrt bei Kutterfisch.                                                                     |
| Viktoria (NC 315)          | 2004    | Karstensens Skibsværft, Skagen   | 37,05 / 10,0   | 507 BRZ    | 2018 in Fahrt bei Kutterfisch. |
| Janne Kristin, (NC 333)    | 2018    | Nodosa, Marín, Spanien           | 35,0 / 10,0    | 680 BRZ    | |
| Iris (NC 302)              | 2019    | Nodosa, Marín, Spanien           | 35,0 / 10,0    | 680 BRZ    | Die beiden Neubauten ersetzten 2018/2019 die vier Kutter Bianca, Susanne, Iris und J. von Cölln.                                             |
| Bleibtreu (SH 1)           | 1992    | Visser, Den Helder, Niederlande  | 23,99 / 6,70   | 167 BRZ    | Die beiden Neubauten ersetzten 2018/2019 die vier Kutter Bianca, Susanne, Iris und J. von Cölln.                                             |

### Ehemalige Schiffe
| Name                | Baujahr   | Bauwerft                         | Länge / Breite | Vermessung | Anmerkungen |
| ------------------- | --------- | -------------------------------- | -------------- | ---------- | --- |
| Blaurobbe (SAS 308) | 1958/1959 | Elbewerft Boizenburg, Boizenburg | 26,45 / 6,70   | 133 BRZ    | Nur bei Schumann erwähnt: Dauer der Zugehörigkeit zu Kutterfisch unklar, ggf. Verwechslung mit Blauwal?                             |
| Susanne (NC 120)    | 1983      | MWB, Bremerhaven                 | 40,09 / 9,60   | 492 BRZ    | 2002 bei Bredo in Bremerhaven verlängert. 2018 in Fahrt bei Kutterfisch, wurde 2019 durch einen Neubau ersetzt und verkauft werden. |
| Iris (NC 300)       | 1983      | MWB, Bremerhaven                 | 34,80 / 9,60   | 425 BRZ    | 2018 in Fahrt bei Kutterfisch, 2019 verkauft nach Huelva (Afrika), dort weiterhin in der Fischerei.                                 |
| Bianca (NC 312)     | 1988      | Mützelfeldtwerft, Cuxhaven       | 40,22 / 8,50   | 455 BRZ    | 2018 in Fahrt bei Kutterfisch, 2019 durch einen Neubau ersetzt und verkauft.                                                        |
| Blauwal (SAS 295)   | 1958      | Elbewerft Boizenburg, Boizenburg | 26,45 / 6,71   | 126 BRZ    | 2018 bei Kutterfisch in Fahrt. 2021 Abbruch in Grenaa.                                                                              |